# Сергеев, Николай Константинович (педагог)
Никола́й Константи́нович Серге́ев (род. 12 июня 1951, Сталинград) — российский педагог, ректор Волгоградского государственного социально-педагогического университета в 2007—2017 годах, академик Российской академии образования (2017).

## Биография
Родился 12 июня 1951 года в городе Сталинграде (ныне Волгоград).
В 1998 году защитил докторскую диссертацию на тему «Теория и практика становления педагогических комплексов в системе непрерывного образования учителя». Имеет учёную степень доктора педагогических наук.
С 1999 года имеет учёное звание профессора.
С 27 апреля 2001 член-корреспондент Российской академии образования (РАО). С 27 апреля 2017 года — действительный член (академик) РАО. Состоит в Отделении философии образования и теоретической педагогики..
С 2007 по 2017 годы занимал пост ректора Волгоградского государственного педагогического университета (с 2011 — Волгоградский государственный социально-педагогический университет).

## Награды
- Заслуженный работник высшей школы Российской Федерации (1998)
- Почётный гражданин Волгоградской области (2017)